# Montagne Glacis Important Bird Area
Montagne Glacis Important Bird Area ist ein Schutzgebiet auf der Insel Mahé in den Seychellen.

## Geographie
Das Important Bird Area (IBA) liegt an den Hängen der Montagne Glacis am nördlichen Ausläufer der Insel Mahé im westlichen Indischen Ozean. Das Gebiet umfasst eine Fläche von 20 ha von dichtem Buschland und Felsenzohnen mit Höhlen und großen Felsblöcken auf einer Höhe von 250–458 m. Die Vegetation besteht hauptsächlich aus eingeführten Arten, unter anderen Ceylon-Zimtbaum (Cinnamomum verum), Tabebuia pallida (Tabebuia) und Kokospflaume (Chrysobalanus icaco). Einzelne Bäume gehören den Arten Sandoricum indicum, Falcataria moluccana und Narrabaum (Pterocarpus indicus) an. Einige Endemiten sind Phoenicophorium borsigianum, Deckenia nobilis und Paragenipa wrightii. In dem Gebiet wurde bis zum Ende des 20. Jahrhunderts Zimt, Holz und Feuerholz gewonnen. BirdLife International hat das Areal als Important Bird Area ausgewiesen aufgrund der Populationen von Seychellenfalke, Paradies-Fruchttaube, Seychellensalangane, Seychellen-Rotschnabelbülbül und Seychellennektarvogel. Außerdem kommt dort auch eine kleine Population von endemischen Reptilien und Amphibien vor.